# Sportowe ratownictwo wodne na Światowych Wojskowych Igrzyskach Sportowych 2019 – sztafeta z przeszkodami 4 x 50 m kobiet
Sztafeta z przeszkodami 4 x 50 m kobiet – jedna z konkurencji sportowego ratownictwa wodnego rozgrywanych podczas Światowych Wojskowych Igrzysk Sportowych 2019 w chińskim Wuhan.  
Eliminacje i finał rozegrane zostały w dniu 20 października 2019 roku na pływalni Wuhan Five Rings Sports Center Natatorium. Złoty medal zdobyła sztafeta Chin z czasem 1:47,58 min, ustanawiając nowy rekord Igrzysk wojskowych.

## Rekordy
Przed finałem 7. Światowych Wojskowych Igrzyskach Sportowych 2019 obowiązywały następujące rekordy:
| Rekord świata             | Polska | 1:46,16 | Adelaide | 22 listopada 2018    |
| Rekord Igrzysk wojskowych | Chiny  | 1:50,23 | Wuhan    | 20 października 2019 |

## Terminarz
| Data                 | Godzina (UTC+8) | Wydarzenie             |
| -------------------- | --------------- | ---------------------- |
| 20 października 2019 | 10:05           | Wyścigi kwalifikacyjne |
| 20 października 2019 | 20:30           | Finał                  |

## Wyniki

### Kwalifikacje

#### Wyścig 1
| Poz. | Sztafeta | Zawodnicy                                                                                     | Tor | Wynik   | Uwagi | Kwal. |
| ---- | -------- | --------------------------------------------------------------------------------------------- | --- | ------- | ----- | ----- |
| 1    | Rosja    | Anastazja Liazewa, Daria Jermakowa, Maria Patlasowa, Elizawieta Klimentiewa                   | 5   | 1:53,84 |       | Q     |
| 2    | Włochy   | Cristina Tempera, Lorenza Borriello, Giorgia Romei, Elisa Mammi                               | 4   | 2:00,49 |       | Q     |
| 3    | Polska   | Karolina Faszczewska, Anna Nocoń, Amelia Pisarczyk, Julia Wróbel                              | 2   | 2:02,87 |       | Q     |
| 4    | Kanada   | Jacinda Smit, Sandra Dawn McLean, Claire Suzanne Bortolotti, Mercedes Gillian Francis Leblanc | 3   | 2:05,37 |       | Q     |
| 5    | Holandia | Denise de Vries, Nynke Ytsma, Elianne van Soest, Mariette Nijhoff                             | 6   | 2:07,21 |       | R     |

Źródło:.

#### Wyścig 2
| Poz. | Sztafeta  | Zawodnicy                                                                                    | Tor | Wynik   | Uwagi | Kwal. |
| ---- | --------- | -------------------------------------------------------------------------------------------- | --- | ------- | ----- | ----- |
| 1    | Chiny     | Qiu Yuhan, Wu Huimin, Dai Xiaodie, Zhang Sishi                                               | 4   | 1:50,23 | CR    | Q     |
| 2    | Brazylia  | Thais Xavier, Priscila de Souza, Thamy Ventorin, Carolina Athayde                            | 6   | 1:53,66 |       | Q     |
| 3    | Niemcy    | Jule Elisabeth Strotkoetter, Vivian Zander, Celina Seidel, Jessica Grote                     | 5   | 1:59,50 |       | Q     |
| 4    | Szwecja   | Josefin Palm, Kajsa Loenn, Tilde Eklind, Maria Lundahl                                       | 2   | 2:02,37 |       | Q     |
| 5    | Hiszpania | Sheyla Garcia Salvador, Vicario Nazaret Guerrero, Raquel Fenero Fanlo, Maria Luengas Mengual | 3   | 2:15,52 |       | R     |

Źródło:.

### Finał
| Poz.   | Sztafeta | Zawodnicy                                                                                     | Tor | Wynik   | Uwagi |
| ------ | -------- | --------------------------------------------------------------------------------------------- | --- | ------- | ----- |
| złoto  | Chiny    | Qiu Yuhan, Wu Huimin, Dai Xiaodie, Zhang Sishi                                                | 4   | 1:47,58 | CR    |
| srebro | Rosja    | Anastazja Liazewa, Daria Jermakowa, Maria Patlasowa, Elizawieta Klimentiewa                   | 3   | 1:52,92 |       |
| brąz   | Brazylia | Thais Xavier, Priscila de Souza, Thamy Ventorin, Carolina Athayde                             | 5   | 1:52,92 |       |
| 4      | Niemcy   | Jule Elisabeth Strotkoetter, Vivian Zander, Celina Seidel, Jessica Grote                      | 6   | 1:57,06 |       |
| 5      | Polska   | Karolina Faszczewska, Anna Nocoń, Amelia Pisarczyk, Julia Wróbel                              | 1   | 1:58,72 |       |
| 6      | Włochy   | Cristina Tempera, Lorenza Borriello, Giorgia Romei, Elisa Mammi                               | 2   | 1:59,22 |       |
| 7      | Szwecja  | Josefin Palm, Kajsa Loenn, Tilde Eklind, Maria Lundahl                                        | 7   | 1:59,95 |       |
| 8      | Kanada   | Jacinda Smit, Sandra Dawn McLean, Claire Suzanne Bortolotti, Mercedes Gillian Francis Leblanc | 8   | 2:02,42 |       |

Źródło: